# Smectite

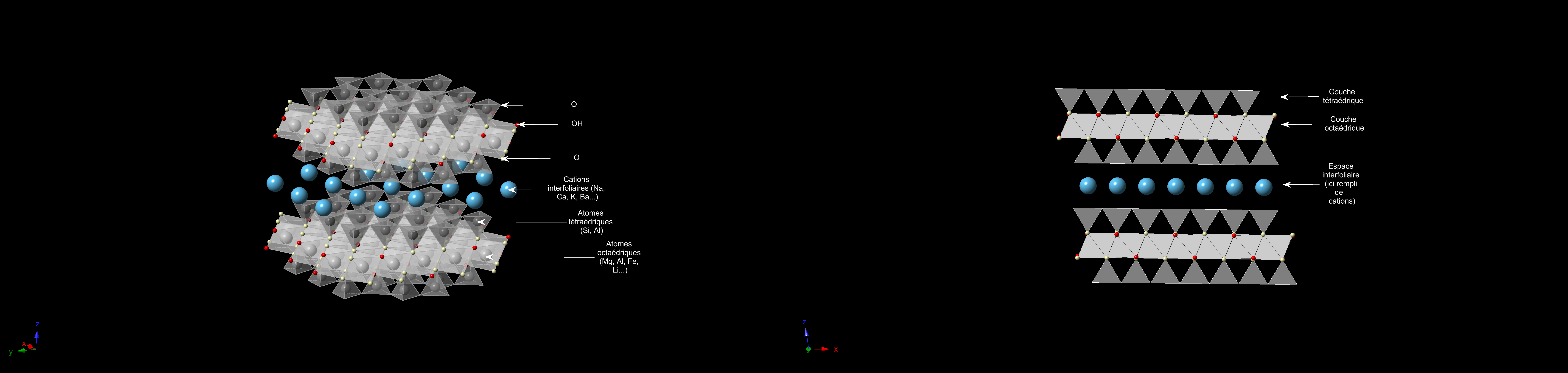
Structure en feuillets TOT (ou 2:1) caractéristique d'une smectite. L'espace interfoliaire est occupé par des cations hydratés (Na^{+} et Ca^{2+}) et des molécules d'eau responsables du pouvoir très gonflant des smectites hydratées.

Les smectites sont un groupe de minéraux argileux, et donc des silicates, plus précisément des phyllosilicates.
- Leur composition type est A0,3D2-3T4O10Z2 · n H2O, où A représente un cation interfoliaire (élément alcalin ou alcalino-terreux), D un cation octaédrique[a], T un cation tétraédrique[a], O l'oxygène et Z un anion monovalent (généralement OH−).
- Elles cristallisent dans le système monoclinique.
- Ce sont des phyllosilicates de structure TOT (ou 2:1), c'est-à-dire constitués de feuillets comportant deux couches tétraédriques[b] tête-bêche[c], liées entre elles par les cations octaédriques[1]. Les feuillets sont liés entre eux par les cations interfoliaires.
- On distingue les smectites dioctaédriques[d] (beïdellite, montmorillonite[e], nontronite, etc.) et trioctaédriques[d] (hectorite, saponite, etc.).

## Étymologie
Le nom de smectite dérive de celui d'argile smectique aussi appelée autrefois terre à foulon. L'adjectif smectique vient du grec ancien smêktikos, σμηκτικός, signifiant apte à nettoyer, à récurer, à frotter (action de raclage, de brossage impliquant une opération de friction), ce qui va aussi de pair avec le besoin de lubrifier, de savonner...). Les argiles smectiques aux vertus nettoyantes étaient utilisées autrefois pour le nettoyage des étoffes et tissus textiles qui étaient foulés aux pieds avec de la terre à foulon. La traduction quasi-phonétique en anglais de la terre à foulon a donné le terme de fuller's earth (en), la terre des fouleurs. La granulométrie très fine des particules des minéraux argileux de type pélitique (taille < 2 µm) était indispensable pour nettoyer mécaniquement par frottement des textiles délicats, là où un sable ou des graviers abrasifs aurait endommagé les fibres et entaillé les étoffes. L'avantage des smectites au grand pouvoir gonflant est aussi de former un gel visqueux et très collant au pouvoir lubrifiant. Les argiles non-gonflantes comme la kaolinite (TO, 1:1), l'illite (TOT, 2:1 avec un espace interfoliaire fermé par des cations césium, Cs+) et les chlorites (TOT, 2:1 avec un espace interfoliaire fermé par un pont de brucite) sont aussi des argiles très fines, mais n'ont pas de pouvoir gélifiant. La grande capacité d'adsorption des cations (capacité d'échange cationique, CEC) et d'autres impuretés dans l'espace interfoliaire accessible des smectites accroît encore leurs propriétés nettoyantes.

## Applications

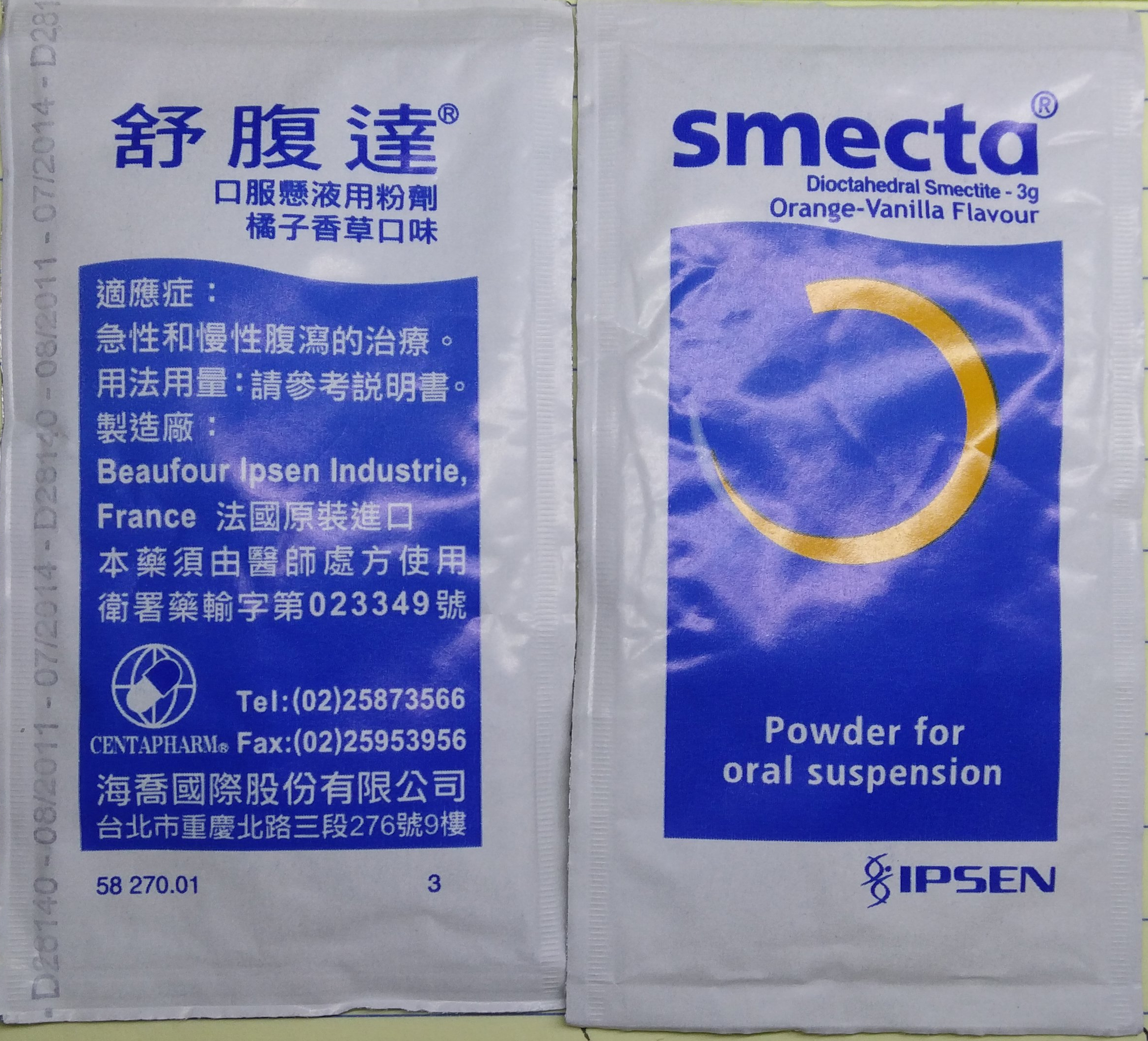
舒腹達 (Smecta), médicament à base de diosmectite, une smectite dioactahédrique servant à traiter les diarrhées.

Les smectites comptent d'innombrables applications industrielles, pharmaceutiques et cosmétiques. Elles entrent notamment dans la composition des boues de forage, de produits de polissage, de la fabrication du papier. 
En usages pharmaceutiques, les smectites dioactahédriques sont le principal ingrédient du diosmectite (commercialisé en France sous le nom de Smecta), un médicament servant à traiter les diarrhées. 
En cosmétique, leur usage est aussi très répandu, notamment pour les soins contre l'acné.